# Ne pleure pas (film)
Pour les articles homonymes, voir Ne pleure pas (homonymie).
Pour plus de détails, voir Fiche technique et Distribution.
Ne pleure pas est un film français réalisé par Jacques Ertaud et sorti en 1978.

## Synopsis
Un garçon de treize ans vient soutenir son frère aîné Thomas qu'il admire et qui dispute un match de boxe. Ils partent tous les deux en vacances avec une amie, mais Thomas se révèle violent.

## Fiche technique
- Réalisation : Jacques Ertaud
- Scénario : Jacques Ertaud, Guy Lagorce d'après son roman Ne pleure pas[1]
- Production : SFP Production/TF1 films productions
- Lieu de tournage : Dordogne
- Musique : Éric Demarsan
- Image : Georges Leclerc
- Montage : Gilles Amado
- Durée : 110 minutes
- Date de sortie: 15 mars 1978

## Distribution
- Sylvain Joubert : Thomas Lafarge
- Xavier Labouze : Marc Lafarge
- Charles Vanel : Le grand-père
- Christine Laurent : Clémentine
- Marc Chapiteau : Gérard
- Jacques Dynam : Commissaire Duplantier
- André Falcon : M. Lafarge
- Ginette Garcin : Mme Lafarge
- Charles Gérard : L'entraineur Deltreuil
- Philippe Rouleau : Le docteur Fournier
- Louise Chevalier : Mme Courtin
- Marcel Gassouk